# はっぴちゃん。
はっぴちゃん。（2005年9月20日 - ）は、日本のお笑い芸人。松竹芸能所属。
芸名はハッピーな法被を着ていることに由来する。名前の最後の「。」はゲッターズ飯田から一画足した方が売れると勧められて付け足した。

## 人物
大阪学芸高等学校卒業。
趣味はギター弾き語り（作詞作曲）、料理、模写、漫才を見ること、おもしろ動画の作成・動画編集、おしゃべり。
特技はダンス（6年）、歌唱（3年）、ギター（3年）、体操（3年）、タップダンス（3年）、クラシックバレエ（3年）、殺陣（2年）、ピアノ（3年）、水泳（3年）。

## 来歴
幼少期の実家は非常に裕福で一面大理石の家に住み10個以上の習い事に通うお嬢様だったが、父が家を出て行き両親の離婚により一転して生活が苦しくなった。母・姉と3人で暮らし、祖父が習い事の月謝を払ってくれていた。
「みんなをハッピーにしたい!」という思いから小学1年からミュージカル女優を目指しダンスと歌のレッスンに励み、中学に入る頃には大きなオーディションの最終審査まで残ることが多くなったものの、そこから先には進めなかった。2019年、中学2年の時に受けた松竹グループの大型合同オーディション「松竹ジャパングランプリ」で審査員特別賞を受賞し、最終審査で披露したのが歌やダンスをしながらのトークでお笑い色が強かったこともあり、松竹から提案され芸人の道に進んだ。
2020年10月、ラジオ『ゲッターズ飯田 ラジオで占いまSHOW』にメールを送ったところたまたま選ばれ電話越しで占ってもらい、「19歳と24歳で売れる」「モノマネをやるといい」などのアドバイスを授かる。当初は赤い法被を着ていたが、2021年にゲッターズのアドバイスによりラッキーカラーであるピンクの法被に変えている。
2021年9月、第10回関西演芸しゃべくり話芸大賞で奨励賞を受賞し、お笑い賞レースで初めて賞を受賞。
2022年2月、『ダウンタウンのガキの使いやあらへんで!!』の第16回山-1グランプリで優勝を果たす。月亭方正から「島田珠代の再来」と評された。嬬恋プリンスホテルのペア宿泊券が贈呈され、同年11月には実際にホテルへの宿泊をTwitterで報告している。
2022年7月、事務所の先輩で12歳年上の森田GM（現・百点飯店）とコンビ「はっぴちゃん。とGM」を結成し、M-1グランプリ2022では2回戦進出。同年12月22日に方向性の違いから解散した。
UNDER5 AWARD2024では準決勝まで進出。M-1グランプリ2024では良元カルビ（元・ハノーバー、現・百点飯店）とのユニット「きんぴか。」で3回戦に進出した。

## 芸風
「現役JK（女子高生）芸人」をキャッチコピーとし、学校の制服と法被・鉢巻を着用して踊りを交えながらの漫談を行う。
目標として、「妹」「元々歌手志望」「料理好き」など共通点が多い上沼恵美子を挙げている。他に明石家さんまを小さい頃から大好きで憧れの人として挙げている。

## 出演
- 関西発!才能発掘TV マンモスター（毎日放送）
- 年貢芸人（読売テレビ）[19][20]
- ダウンタウンのガキの使いやあらへんで!（日本テレビ）
- ぜにいたち（AbemaTV）
- 芸人#0（チバテレビ）[21]
- 痛快!明石家電視台（2022年4月25日、毎日放送）
- ゴッドタン（2022年6月19日、テレビ東京）この若手知ってんのか!? 2022 前編
- ネタパレ（2022年7月15日、フジテレビ）
- 行列GET旅（2022年8月26日、TBS）[22]
- ラヴィット! (2022年11月23日、TBS)
- NHK浪曲特選・冬（2023年1月28日、NHK Eテレ）-「女子高生、浪曲に挑む。〜JK ✕ ROUKYOKU〜」
- サンデーライブ ゴエでSHOW!（2023年4月2日 - 、MBSラジオ）中継コーナー「フレフレはっぴーちゃんねる!」のリポーター
- 復活!ウチのガヤがすみません!2時間スペシャル（2023年8月1日、日本テレビ）
- おはよう朝日です（2023年8月11日、朝日放送）- やのぱん館長の新しい弟子「はぴぱん」